# Lockheed C-130 Hercules
Lockheed C-130 Hercules — американский военно-транспортный самолёт средней и большой дальности. Основной военно-транспортный самолёт США, стран НАТО и ряда других стран.
На 2014 год является самым распространённым военно-транспортным самолётом в мире. К 1998 году «Геркулесы» во всём мире налетали почти 25 миллионов часов.

## История
Проектирование самолёта началось по заказу ВВС США, которые искали замену устаревшим транспортникам C-119 Flying Boxcar, C-47 Skytrain, и C-46 Commando. По мнению командования ВВС США, сформулированного на опыте Корейской войны, новая машина должна была отвечать изменившимся условиям ведения боевых действий. Заказчики предъявили следующие требования к проекту: самолёт должен вмещать 92 пассажира или 72 солдата с полным снаряжением и оружием или 64 парашютиста с оружием, снаряжением и парашютами. Требовалась дальность полёта 1100 морских миль и возможность продолжать полёт при отказе одного двигателя. Отдельным требованием была возможность взлетать с неподготовленных полевых аэродромов.
Первый полёт С-130 совершил 23 августа 1954 года — из Бербанка, Калифорния, на авиабазу «Эдвардс». Полёт продлился 61 минуту. Вскоре после этого фирма «Локхид» получила заказ на серийное производство самолёта.
Различные модификации С-130 применялись во всех войнах и военных конфликтах с участием США, начиная с Вьетнамской войны (кроме бомбардировок сил Каддафи в Ливии).
В 1984 году совершил первый полёт экспериментальный самолёт по программе HTTB. В дальнейшем, на основе наработок по этой программе создан глубоко модернизированный транспортный C-130J «Супер Геркулес» (или «Геркулес-2»), который производится и эксплуатируется в настоящее время. 

В 2000 году компания Boeing получила заказ на замену бортового электронного оборудования и работы по продлению ресурса старых модификаций С-130, порядка 198 машин (программа AMP). К 2010 году в МО США утверждена смета комплектов доработки, стоимость работ оценивается в 14 млн долларов на борт, при общих затратах 1,4 млрд долларов.
Для гражданских заказчиков разработана[когда?] демилитаризованная версия самолёта под индексом «Локхид L-100».
«Геркулесы» — самые распространённые транспортные самолёты средней грузоподъёмности, эксплуатирующиеся в 65 странах — строятся фирмой «Локхид» более 50 лет. За это время (по состоянию на 2019 год) выпущено около 2600 военно-транспортных С-130 и гражданских L-100 различных модификаций, в том числе около 1170 для США.
В отличие от своих ближайших аналогов — Ан-12 и «Трансаль» С.160, «Геркулес» продолжает строиться серийно и пользуется устойчивым спросом на мировом рынке.

## Конструкция
Самолёт построен по классической для транспортных самолётов схеме — высокоплан, с четырьмя турбовинтовыми двигателями, высокорасположенным хвостовым оперением.
Фюзеляж круглого в плане сечения с большим погрузочным люком в хвостовой части.
Шасси трёхопорное, с передней стойкой: на передней пара колёс, на основных стойках тоже по два колеса, но не парные, а тандемные.
В десантно-транспортном варианте экипаж самолёта состоял из двух пилотов, штурмана, бортового техника и техника по загрузке и десантированию. В дальнейшем состав экипажа зависел от конкретной модификации, от 2-3 (C-130J) до 13 (AC-130U).

### Силовая установка
Специально для самолёта был разработан новый турбовинтовой двигатель Allison T56, с максимальной мощностью до 4100 л. с., серийное производство которого началось в 1954 году.
Т-56 за время производства претерпел несколько десятков модификаций. Помимо С-130, устанавливался на ряд самолётов и вертолётов, а также на боевых кораблях ВМС США в качестве автономного энергоузла под индексом «501K». Гражданский вариант двигателя для коммерческих воздушных судов называется «501-D».

На новых модификациях С-130 устанавливаются двигатели Rolls-Royce AE 2100.
Самолёт выпускается уже долгое время и имеет массу самых различных модификаций, которые достаточно существенно различаются между собой, сохраняя только общую компоновку. В частности, дорабатывались шасси, топливная система, в том числе устанавливалась система дозаправки в воздухе. Неоднократно менялось электронное оборудование, устанавливались более совершенные двигатели. Выпущено несколько специализированных модификаций самолёта, помимо транспорта — поисково-спасательные, заправщики, ретрансляторы, разведчики, постановщики помех, огневой поддержки, самолёт телеметрии ракет и множество других.
Наиболее совершенная модификация транспортного варианта C-130J, стоящая на вооружении, получила новые силовые установки с шестилопастными воздушными винтами, полностью обновлённое электронное оборудование, в том числе установлена система спутниковой навигации. Для управления самолётом теперь достаточно двух пилотов, в кабине установлены многофункциональные ЖК-дисплеи и система индикации на лобовом стекле. Проведён комплекс работ по упрощению технического обслуживания самолёта на внебазовом аэродроме, что позволило исключить из состава экипажа техника, в частности, возможна замена колёс шасси без аэродромных средств обслуживания. Модифицировано десантно-транспортное и погрузочное оборудование.
В отличие от базовой версии, на C-130J смонтирована полностью дистанционная система управления самолётом ЭДСУ, несколько усовершенствованы рулевые поверхности, изменено оперение, применены двухщелевые закрылки и спойлеры.

## Модификации
- С-130А — первая модификация на базе прототипа Lockheed Model 82.
- AС-130А — ударный самолёт на базе JС-130А класса Gunship II c 4 7,62-мм шестиствольными пулемётами МХU-5470 Minigun и 4 20-мм шестиствольными пушками M61A1 Vulcan. Система управления оружием на базе РЛС F-15A-1 NASAAR.AC-130H. Отстрел тепловых ловушек.
- AС-130А Plain Jane — ударный самолёт с РЛС APQ-136, системой управления оружием AWG-13.
- AС-130А Surprise Package — ударный самолёт с РЛС APN-59N, APQ-133 и AVQ-17, с системой поиска транспорта ASD-5 Black Crow, c системами телевизионного, лазерного и ИК наведения. Вооружение — 2 40-мм пушки Bofors.
- AС-130А Pave Pronto — ударный самолёт с системой РЭБ ALQ-87 и 2 ПУ отражателей SUU-42A/A.
- АС-130E Pave Aegis — ударный самолёт 1971 года постройки с двумя 7,62-мм пулемётами Minigun, двумя 20-мм пушками М61А1 и двумя 40-мм пушками Bofors или 105-мм безоткатной гаубицей.
- АС-130E Pave Spectre I — ударный самолёт для уничтожения конвоев, с РЛС APN-59N и AVQ-17, системой поиска транспорта ASQ-5 Black Crow и APQ-150, c системами телевизионного, лазерного и ИК наведения, с системой определения дальность APQ-18 и системой РЭБ ALQ-87.
- С-130А-II — обозначение самолётов С-130А, модифицированных для ведения электронной разведки.
- DC-130A (ранее GC-130A) — обозначение самолёта С-130А, переоборудованного для беспилотного запуска.
- JC-130A — обозначение самолётов С-130А, модифицированных для слежения за ракетами.
- NS-130A — обозначение самолётов С-130А, используемых для специальных испытаний.
- RC-130A — обозначение самолёта С-130А, оборудованного для фоторазведывательных целей.
- ТС-130А — обозначение учебно-тренировочного самолёта С-130А.
- С-130В — второй серийный вариант с увеличенными объёмом топлива и полётным весом.
- С-130В-II (позже RC-130B) — обозначение самолётов С-130В, модифицированных для электронной разведки.
- HC-130B — обозначение 12 поисковых и спасательных самолётов Береговой охраны США.
- JC-130B — обозначение самолётов С-130В, оборудованных для нахождения спускающихся из космоса капсул.
- КС-130В — обозначение двух самолётов С-130В, переоборудованных в самолёты-заправщики.
- VC-130B — временное обозначение одного штабного самолёта JC-130B.

- WC-130B — обозначение самолётов, переоборудованных для разведки погоды.
- С-130D — обозначение самолёта, оборудованного лыжными шасси, для использования в Арктике.
- С-130Е — третий серийный вариант самолёта с увеличенными внутренними и внешними запасами топлива, оснащённого турбовинтовыми двигателями Аллисон Т56-А-7 мощностью 3020 кВт (4050 л. с.).
- АС-130Е — обозначение самолётов С-130Е после оснащения их вооружением.
- DC-130E — обозначение самолётов С-130Е для беспилотного запуска.
- HC-130E — обозначение самолётов С-130Е, оборудованных для доставки экипажа в составе авиационно-космической службы спасения.
- JC-130E — временное обозначение одного самолёта С-130Е для испытаний.
- MC-130Е — обозначение самолётов НС-130Е после переоборудования для секретного использования.
- NC-130E — временное обозначение одного из самолётов С-130Е, предназначенного для испытаний.
- NC-130H — переоборудованный в летающую лабораторию ЕС-130V для испытания РЛС APS-145, предназначенную для нового поколения самолёта ДРЛО Grumman E-2 Hawkeye[11].
- WC-130E — обозначение самолётов С-130Е, предназначенных для разведки погоды.
- С-130F — транспортный самолёт общего назначения ВМС США, аналог С-130В, поставленный сначала под обозначением GV-1U.
- КС-130F — вариант самолёта-заправщика для Морского корпуса США, поставленный под обозначением GV-1 и оснащённый турбовинтовыми двигателями Аллисон Т56-А-16 мощностью 3661 кВт (4910 л. с.).
- LC-130F — четыре самолёта, оборудованных лыжным шасси и двигателями Т56-А-16, для использования в Арктике; приобретены ВМС США под обозначением UV-1L.
- С-130G — четыре транспортных самолёта ВМС США; такие же, как С-130Е, но с двигателями Т56-А-16.
- ЕС-130G — обозначение четырёх самолётов С-130G после переоснащения в станцию радиорелейной низкочастотной связи.
- С-130Н — серийный вариант, аналог С-130Е, но с усовершенствованиями планера и систем и с двигателями Т56-А-15, развивающими в полёте мощность на валу 3362 кВт (4508 л. с.).
- С-130Н(СТ) — обозначение самолётов MC-130Е после установки двигателей Т56-А-15.
- С-130Н-МР (позже РС-130Н) — вариант самолёта С-130Н для морского патрулирования и поисково-спасательных работ.
- C-130H(S) — военный серийный вариант самолёта С-130Н с более длинным фюзеляжем самолёта L-100-30.

- АС-130Н — обозначение самолётов АС-130Е после установки двигателей Т56-А-15 и обеспечения возможности дозаправки в воздухе.
- DC-130H — обозначение одного самолёта С-130Н, переоборудованного для беспилотного запуска.
- ЕС-130Н — обозначение самолётов ЕС-130Е после установки двигателей Т56-А-15.
- НС-130Н — спасательный самолёт с радаром слежения в плотных слоях атмосферы и системой поиска космических экипажей.
- КС-130Н — самолёт-заправщик.
- JHC-130H — обозначение двух самолётов НС-130Н, переоборудованных для обнаружения капсул с данными со спутников.
- VC-130H — обозначение двух самолётов НС-130Н, переоборудованных в транспорт для особо важных персон (VIP).
- WC-130H — обозначение 15 самолётов НС-130Н после переоборудования для разведки погоды.
- С-130J Super Hercules — дальнейшее развитие С-130Е, самолёт оснащён новой тормозной системой, более мощными двигателями Т56 серии IV, двухместной кабиной с бортовой электронно-измерительной аппаратурой (EFIS)[12]. На официальном сайте Lockheed Martin самолёт указан в предложении «активных продуктов»[13].
- С-130К — вариант с двигателями Аллисон Т56-А-15 для ВВС Великобритании под обозначением Геркулес С.Mk 1; вариант с удлинённым фюзеляжем обозначен Геркулес С.Mk 3.
- НС-130N — обозначение 15 поисково-спасательных самолётов для обнаружения посадочных капсул с экипажами.
- НС-130Р — аналог НС-130Н, оснащённый для дозаправки в воздухе поисковых вертолётов.
- ЕС-130Q — улучшенный вариант самолёта ЕС-130G в ВМС США, оборудованного как релейная низкочастотная радиостанция.
- КС-130R — вариант заправщика для Морского корпуса США, аналог КС-130Н.
- LC-130R — обозначение шести самолётов С-130Н в ВМС США с лыжным шасси.
- RC-130S — обозначение двух самолётов JC-130А, оборудованных интенсивными осветительными приборами для проведения поисково-спасательных работ в ночное время.
- КС-130Т — самолёт-заправщик. Аналог КС-130R, но с усовершенствованной авионикой, включая инерционную навигационную систему, Омега, Такан, цветной радар, новый автопилот и командный пилотажно-навигационный прибор.
- КС-130Т-30Н — самолёт КС-130Т, но с фюзеляжем самолёта С-130Н-30, удлинённым на 4.5 м (15 футов), позволяющим увеличить ёмкость внутренних топливных баков. Две машины были поставлены в конце 1991 г.
- АС-130U — вариант вооружённого самолёта MC-130Н для 16-й эскадрильи специального назначения ВВС США.
- ЕС-130V — переоборудованный компанией Дженерал Дайнемикс (General Dynamics) планер самолёта НС-130Н. В обтекателе над фюзеляжем установлен аэронавигационный импульсный поисковый радар Хауки (AN/APS-145) для возможности вести перехват перевозчиков наркотиков.
- L-100 — вариант гражданского транспортного самолёта С-130 с турбовинтовыми двигателями Аллисон 501-D22 мощностью на валу 3020 кВт (4050 л. с).
- L-100-20 — вариант самолёта L-100 с удлинённым на 2.54 м (8 футов 4 дюйма) фюзеляжем и турбовинтовыми двигателями Аллисон 501-D22 или 501-D22А мощностью 3362 кВт (4508 л. с.).
- L-100-30 — аналог L-100-20, но с удлинённым на 2,03 м (6 футов 8 дюймов) фюзеляжем. L-100F Супер Геркулес: вариант гражданского самолёта, оснащённого турбовинтовыми двигателями Аллисон GMA 2100, которые приводили в движение шестилопастные композиционные винты, обеспечивали уменьшение (на 17 %) расхода топлива, более высокую (на 15 %) крейсерскую скорость и позволяли самолёту L-100F перевозить груз массой 21000 кг (46300 фунтов) на расстояние более 3200 км (1990 миль).
- НТТВ — вариант испытательного стенда высоких технологий — самолёта L-100-20. Оснащённый двигателями Аллисон 501D Серии IV мощностью на валу 3915 кВт (5250 л. с.), предназначен для исследований и развития полётов с укороченными взлётом и посадкой (STOL). В ноябре 1989 г. самолёт продемонстрировал послепосадочный пробег 365 м (1198 футов) с грузом 59000 кг (130073 фунта).
- MС-130E Combat Talon I — самолёт Сил специального назначения.
- MC-130H Combat Talon II — самолёт Сил специального назначения с увеличенной нагрузкой.
- MC-130Р Combat Shadow — транспортный самолёт сил особого назначения, разработанный на базе многоцелевого транспортного самолёта С-130 Hercules. Основные задачи самолёта — ночное снабжение сил специального назначения, поиск и спасение групп глубокого проникновения в тыл врага и дозаправка вертолётов сил специального назначения. Самолёт принят на вооружение в 1986 году. До 1996 года самолёт обозначался НС-130 N/P.

## Боевое применение

### Полёты над СССР
Самолёт С-130 ВВС США в варианте разведывательного был сбит советскими истребителями МиГ-17 во время шпионского полёта над территорией Армении и упал в 54 километрах северо-западнее Еревана 2 сентября 1958 года, экипаж в составе 17 человек погиб.

### Война во Вьетнаме
Во время войны во Вьетнаме американские С-130 использовались в качестве транспортников, разведчиков и наводчиков для штурмовой авиации, заправщиков и воздушных командных пунктов для тяжёлых стратегических бомбардировщиков при бомбёжках Северного Вьетнама, а также как самолёты непосредственной огневой поддержки наземных войск (вариант АС-130 Spectre). Одним из самых необычных заданий, выполнявшихся C-130 во Вьетнаме, стало бомбометание 6804-кг бомбами BLU-82 «Daisy Cutter». 15 мая 1975 американский C-130 последний раз сбросил бомбу BLU-82 (на «красных кхмеров») во время инцидента с «Маягуэс».
Известен случай, когда «Геркулес» разбился от двух попаданий 37-мм снарядов. За всё время войны американская сторона потеряла 55 C-130, 6 AC-130 и 4 KC-130 (бо́льшая часть — боевые потери).
Южному Вьетнаму для замены самолётов C-47 США поставили 32 C-130A. Переданные «Геркулесы» были в таком состоянии, что подняться в воздух в день могло лишь от 2 до 4 самолётов. Они также использовались для сброса на вражеские позиции 6804-кг бомб BLU-82 и 340-кг кассетных CBU-55. Так, в ходе последнего наступления северовьетнамцев в 1975 году, южновьетнамские C-130 сбросили 9 тяжёлых бомб BLU-82.
В ходе войны Южный Вьетнам потерял 9 «Геркулесов» по боевым и техническим причинам и 8 C-130 было захвачено северовьетнамцами в качестве трофеев на авиабазе Тан Сон Нат.
Из захваченных C-130 и других самолётов американского производства был сформирован 918-й транспортный авиаполк.

### Дальнейшая служба
Во второй половине 1963 года самолёты C-130 35-й эскадрильи ВВС США выполняли полёты для разброса пропагандистских листовок над КНДР. Уже в одном из первых вылетов, 6 августа 1963 года северокорейские истребители сбили разведывательный C-130 35-й аэ, экипаж из 6 человек погиб.
В 1964 году «Геркулесы» 464-го транспортного крыла, взлетевшие из Франции, высаживали бельгийских десантников в Бельгийском Конго при освобождении белых заложников в местечке Стенливиль.

### Индонезийско-малайзийская конфронтация
Индонезийские C-130 проводили десантные операции во время боевых действий в Малайзии.
3 сентября 1964 года C-130B (б/н T-1307) разбился после того, как был перехвачен британским истребителем «Джавелин», погибло 55 человек.
16 сентября 1965 года C-130B (б/н T-1306) был сбит «дружественным огнём». Погибших не было.

### Индо-пакистанская война 1965 года
Пакистанские C-130 принимали участие в индо-пакистанской войне 1965 года. Использовались как бомбардировщики и как десантные самолёты. При бомбардировке брали до 9 тонн бомб (до 20 бомб Mark 83).
18 августа пакистанский «Геркулес» разбился при взлёте с аэродрома.
7 сентября пилоты индийских истребителей Mystere-IVA заявили что во время налёта на авиабазу Саргодха с помощью 57-мм НУРС уничтожили два C-130, пакистанцы этот случай не подтвердили.
В этот же день Пакистан провёл три десантные операции на территории Индии. Планировалось сбросить по 45 десантников в районе индийских аэродромов в Адампуре, Хальваре и Патханкоте. Ни в одном из трёх случаев пилоты «Геркулесов» не смогли сбросить десант в нужное место. Из-за этого все группы парашютистов попадали под огонь, 20 десантников было убито, 93 взято в плен и только 22 удалось вернуться на свою территорию. Командир десанта майор Халид Бут сдался в плен индийцам.
Первый вылет в роли бомбардировщика произвёл ночью с 11 на 12 сентября одиночный C-130. Пилоты пакистанского «Геркулеса» заявили что над Патханкотом были обстреляны из пушки индийского истребителя МиГ-21 и после посадки обнаружили одно отверстие от попадания. В целом в ходе войны «Геркулесы» выполнили немного бомбардировочных миссий, но все они были эффективными.

### Индо-пакистанская война 1971 года
C-130 применялись Пакистаном и Ираном и возможно другими дружественными Пакистану странами. По индийским данным (на основе данных фотоконтроля) в ходе войны было уничтожено на аэродромах три «Геркулеса» и два повреждено. Из них два уничтожено и два повреждено «Хантерами» и один уничтожен ударом Су-7БМК. Согласно пакистанским данным, в войне 1971 года потерь самолётов C-130 не было.

### Дальнейшая служба
- 20 сентября 1972 года истребители МиГ-21МФ ВВС Судана принудили к посадке в Хартуме пять ливийских военно-транспортных самолётов C-130 «Геркулес», нарушивших воздушное пространство. Было задержано 399 ливийских солдат[35].
- 21 марта 1973 года C-130B ВВС США был перехвачен пятью ливийскими истребителями Mirage 5 на севере Триполитании. Нарушитель был обстрелян пушечным огнём, но принудить его совершить посадку на территории Ливии не удалось[36].
- В мае 1974 года южнокорейская армия в районе президентского дворца в Сеуле обстреляла самолёт C-130 ВВС США[37].
- 28 августа 1975 года после взлёта с аэродрома в Аргентине, на борту аргентинского C-130E «Геркулес» взорвалась бомба[англ.], самолёт рухнул на землю. 4 из 114 членов экипажа погибли[38].
- 25 ноября 1975 года в 56 км от египетского города Эль-Ариш в гору врезался израильский C-130H, погибли все 20 человек из находившихся на борту[39].
- 12 апреля 1976 года C-130 «Геркулес» ВВС Саудовской Аравии совершал рейс Дамаск-Эр-Рияд. В ходе полёта он залетел в воздушное пространство Израиля в районе ливанской границы. Там он был перехвачен израильскими истребителями и принуждён к посадке в аэропорту Бен-Гурион. При посадке выяснилось что на борту находилось 36 человек, в том числе экипаж из шести человек, два саудовца, один сириец и три американца — ко-пилот Артур Филипс, борт-инженер Ларри Чандлер и руководитель загрузки Чарльз Смит. Среди пассажиров было 25 саудовских солдат, остальные гражданские. После разбирательств самолёт и экипаж были освобождены[40][41][42].
- 4 июля 1976 года три «Геркулеса» использовались израильским спецназом во время рейда на Энтеббе.
- 7 апреля 1979 года ливийский C-130 (с/н 116[43]) был сбит выстрелом из РПГ-7 танзанийскими войсками, на взлёте с аэродрома в Уганде[44]. Это крупнейший летательный аппарат когда либо сбитый из противотанкового гранатомёта.

### Война в Западной Сахаре
Использовались марокканской стороной. 4 декабря 1976 года повстанцы Полисарио сбили свой первый «Геркулес». В 1980 году по заявлениям бойцов Полисарио был сбит ещё один C-130. Отсутствие нормальной разведки заставило марокканскую армию использовать C-130 в качестве разведчиков на алжирской границе. 12 октября 1981 года, в первый день битвы за Гуэльт, бойцы Полисарио сбили C-130H, который использовался как воздушный командный пост, все находившиеся на борту погибли.

### Бой в аэропорту Ларнака
19 февраля 1978 года два террориста в отеле кипрского города Никосия застрелили египетского гражданина и взяли 11 человек в заложники, после чего повезли их на городской аэродром в надежде улететь из страны. В аэропорту им предоставили самолёт DC-8 с четырьмя членами экипажа. В это время на помощь из Египта вылетел C-130H с 78 коммандос на борту. Киприоты предупредили египтян не предпринимать активных действий без их разрешения. После посадки в кипрский аэропорт египетские коммандос атаковали самолёт с террористами. В ответ кипрские войска открыли огонь по египетским коммандос; киприоты запустили противотанковую ракету в египетский C-130. От взрыва самолёт развалился на части, погребя трёх членов экипажа внутри.

### Сандинистская революция
18 июля 1979 года в ходе событий Сандинистской революции в Никарагуа, транспортный самолёт C-130 Herculets Королевских ВВС Великобритании, приземлившийся в аэропорту Лас Мерседес, чтобы доставить гуманитарный груз Международного Красного Креста, был захвачен Национальной гвардией диктатора Сомосы. Под угрозой огнестрельного оружия гвардейцы Сомосы заставили английский экипаж взлететь и вывезти их за пределы страны.

### Операция «Орлиный Коготь»
24 апреля 1980 года «Геркулесы» ВВС США использовались на территории Ирана во время операции «Орлиный Коготь». В ходе неё стоявший на земле заправщик EC-130E был протаранен американским вертолётом RH-53D. В результате «Геркулес» и вертолёт были полностью уничтожены, погибло пять членов экипажа.

### Ирано-иракская война
Иран использовал «Геркулесы» в ирано-иракской войне. Перед началом войны у него имелось 52 самолёта разных модификаций.
Известные потери:
- 22 сентября 1980 года, в первый день войны, на аэродроме Мехрабад, в результате удара иракских тяжёлых бомбардировщиков Ту-22, был уничтожен иранский C-130[52].
- 8 декабря 1980 года иранский C-130, который вёз раненых солдат с фронта, был по ошибке сбит своими же зенитчиками при заходе на посадку в Сенандадж, в провинции Керманшах. Весь экипаж погиб[52].
- 6 января 1981 года иранский C-130 разбился в провинции Керманшах[52].
- 29 сентября 1981 года возле Кахрисака разбился иранский C-130H. В результате крушения погибло 80 человек, включая министра обороны и других военных представителей[53];
- В 1983 году иранский C-130 был предположительно сбит иракским истребителем МиГ-21 (подтверждения этот случай не имел)[54];
- В 1984 году один иранский C-130 были сбит иракским истребителем Mirage F1[54];
- 23 февраля 1986 года иракский перехватчик МиГ-25 сбил иранский самолёт радио-электронной борьбы EC-130E «Khoofash»[55];
- 15 октября 1986 года в результате бомбового удара четырёх иракских самолётов Mirage F.1EQ-5 по международному аэропорту Шираз было уничтожено до 23 иранских самолётов C-130[56][57][58];
- 2 ноября 1986, в 11 км от Захедана, в гору врезался иранский C-130, перевозящий солдат. В результате крушения погибло 7 членов экипажа и 96 солдат, преимущественно из 88-й бронетанковой дивизии[59][60];
- В 1987 году иранский C-130 был предположительно сбит иракским истребителем «Хантер» (подтверждения этот случай не имел)[54].

Всего в ходе войны Иран потерял 32 самолёта C-130 американского производства, в которых погибло несколько сотен человек, включая министра обороны, командующего ВВС и начальника генштаба. К концу войны у Ирана осталось около 20 «Геркулесов» от 52 изначальных.

### Гражданская война в Анголе
Самолёты C-130 «Геркулес» различных модификаций активно использовалось почти всеми сторонами конфликта. Активно «Геркулесы» использовало и ЦРУ, причём их самолёты снабжали обе воюющие стороны.
16 мая 1981 года, возле Менонжи, тепловой ракетой был сбит ангольский L-100-20 «Геркулес». Весь экипаж, четыре человека погиб.
27 августа 1983 года в 50 км от Дундо разбился американский L-100-30, перевозящий дизельное топливо. Весь экипаж, семь человек, погиб.
29 декабря 1984 года в аэропорте Кафунфо повстанцы уничтожили американский L-100-30 «Геркулес». Погибших не было.
8 июня 1986 года L-100-20 ангольских авиалиний, был уничтожен ракетой «земля-воздух» на взлёте с аэродрома Дундо. Погибших не было.
14 октября 1987 года, после взлёта с аэродрома в Куито, из ПЗРК «Стингер» был сбит швейцарский L-100-30. Падающий самолёт рухнул на восемь домов в деревне Канкао, в результате чего погиб весь экипаж, шесть человек, ещё два человека погибли на земле.
8 апреля 1989 года был принуждён к посадке  в Луене трансафриканский L-100-20. После чего был уничтожен в результате пожара, возможно от огня стрелкового оружия. Погибших в самолёте не было.
27 ноября 1989 года возле аэропорта Джамба разбился американский L-100-20, пытавшийся довезти военные грузы от ЦРУ до боевиков УНИТА. Весь экипаж, пять человек, погиб.
5 января 1990 года, после взлёта с аэродрома в Маланже, ангольский транспортный L-100-30 был поражён ракетой «земля-воздух». Самолёт смог вернуться на аэродром, где разбился. Погибших не было.
16 марта 1991 года в 32 км от Маланже боевики УНИТА сбили «Стингером» пассажирский L-100-30 Transafric Airlines, все девять членов экипажа и пассажиров погибли.
10 июня 1991 года в ангольском аэропорту Луанда-4 разбился американский C-130A, перевозивший оружие.
7 апреля 1994 года в аэропорту в Маланже, во время переезда по взлётной линии, разбился транспортный ангольский L-100-30, погибших не было.
26 декабря 1998 года в 25 км от Хумабо, в зоне боевых действий между боевиками УНИТА и правительственными войсками, разбился L-100-30 Организации Объединённых Наций. Весь экипаж, 14 человек погиб.
2 января 1999 года в 80 км от Хуамбо, боевики УНИТА сбили L-100-30 ООН. Весь экипаж, девять человек погиб.
28 декабря 1999 года в ангольском аэропорту Лузанда, при взлёте выехал за пределы линии и разбился трансафриканский L-100-30, перевозящий дизельное топливо, погибших не было.
Итого в ходе гражданской войны в Анголе было потеряно как минимум четырнадцать C-130 «Геркулес» различных модификаций, из которых от восьми до десяти было сбито или уничтожено на земле.

### Фолклендская война
В Фолклендской войне в 1982 году аргентинские С-130 выполняли ночные полёты, снабжая гарнизоны на островах, а также работали заправщиками для аргентинских «Скайхоков» и «Супер Этандаров», атаковавших английские корабли. Один аргентинский «Геркулес» был сбит британским истребителем Harrier. Погибло семь человек.

### Дальнейшая Служба
3 марта 1985 года французский «Геркулес» в Эритрее был захвачен девятью боевиками. Менее чем через день самолёт был освобождён.
В ходе войны в Чаде, ВВС Чада потеряли два самолёта C-130A, первый 7 марта 1986 года, второй 16 ноября 1987 года.
17 марта 1994 года ЗРК «Оса» ПВО Нагорно-Карабахской Республики возле Степанакерта был сбит C-130H Военно-Воздушных Сил Ирана, самолёт после нарушения воздушного пространства не отвечал на сигналы, вдобавок он был принят за азербайджанский бомбардировщик. Весь экипаж 32 человека погиб.

### Вторая Гражданская война в Судане
11 мая 1987 года C-130H ВВС Судана разбился возле Вао, весь экипаж пять человек погиб.
10 июля 1989 года индонезийский L-100-30 авиакомпании Pelita Air Service при посадке на аэродром Вао выехал за пределы взлётной полосы и получил значительные повреждения. Никто не пострадал.
8 февраля 1990 года был сбит C-130H ВВС Судана, все находившееся на борту погибли. Самолёт летел из Зимбабве в Южный Судан и был уничтожен над территорией Судана.
12 августа 1990 года американский L-100-30 авиакомпании Southern Air Transport при посадке на аэродром Джуба выехал за пределы взлётной полосы. Восстановлению самолёт не подлежал, никто не пострадал.
2 сентября 1991 года американский L-100-30 авиакомпании Southern Air Transport при посадке на аэродром Вао подорвался на мине. Восстановлению самолёт не подлежал, никто не пострадал.
25 июля 1992 года C-130H ВВС Судана разбился возле Джубы. Судьба экипажа неизвестна.
26 февраля 1996 года C-130H ВВС Судана упал возле Джабал Авилии. Очевидцы сообщали что «Геркулес» падал объятый пламенем. Весь экипаж 91 человек погиб.

### Война в Персидском заливе
Во время неудавшейся обороны Кувейта от иракской армии в 1990 году, один L-100 был захвачен Ираком в качестве трофея.
Армия антииракской коалиции использовала «Геркулесы» во время операций «Щит пустыни» и «Буря в пустыне». Один американский AC-130 был сбит и один повреждён иракскими зенитными ракетами, ещё один саудовский C-130 разбился после окончания войны, самолёт упал из-за густой задымлённости, учинённой поджогами кувейтских нефтяных скважин иракской армией. В результате удара британских «Бакэниров» иракцы потеряли на земле один L-100, который был ранее захвачен ими в Кувейте. В «Геркулесах» погибло больше ста американских, сенегальских и саудовских солдат.

### Борьба с наркобизнесом, инцидент в Перу
24 апреля 1992 года перуанский Су-22 перехватил C-130 ВВС США, который вёл разведку нарколабораторий, летая над океаном, и якобы нарушил воздушное пространство. Фактически самолёт не приближался к территории Перу ближе чем на 12 миль, однако Перу вопреки международному праву объявило своими территориальными водами зону не в 12, а в 200 миль. Перуанский пилот дал очередь из пушки, вследствие чего тяжело повреждённый самолёт был вынужден совершить посадку. Во время перехвата в C-130 два члена экипажа получили ранения и ещё одного сдуло в открытый люк.

### Миротворческая операция ООН в Сомали
Участвовали в операции «Возрождение надежды» на территории Сомали. По крайней мере один американский AC-130H был потерян по небоевой причине (в пушке взорвался 105-мм снаряд), погибло 8 из 14 человек экипажа.

### Война в Югославии (1999)
Использовались в ходе бомбардировок НАТО Югославии. 11 июня 1999 года на взлёте с албанского аэродрома разбился британский C.1 «Геркулес».

### Война в Ираке и Афганистане
13 февраля 2002 года в Афганистане американский MC-130P из за плохой видимости врезался в возвышенность.
12 июня 2002 года во время взлёта с импровизированного аэродрома в 56 км от афганского города Гардез разбился американский MC-130H. Сообщалось, что самолёт упал из за превышения грузоподъёмности. Погибло 2 пилота и 1 пассажир.
11 сентября 2004 у американского C-130H на взлёте с аэродрома в Ираке, первый двигатель был поражён огнём с земли. Самолёт смог вернуться и был отремонтирован.
29 декабря 2004, при заходе на посадку на аэродром возле Мосула, разбился MC-130H американских войск специального назначения.
30 января 2005 британский C-130K был сбит иракскими партизанами огнём ЗУ-23-2, погибло 10 британцев.
24 мая 2006 в афганском аэропорте Лашкар-Гар британский C.1 «Геркулес» во время взлёта подорвался на противотанковой мине, закопанной на взлётной линии.
11 февраля 2007 заходящий на посадку в иракской провинции Майсан британский C-130J, подорвался на двух самодельных бомбах заложенных на взлётной линии.
29 августа 2007 в провинции Хельманд (Афганистан) совершил тяжёлую посадку британский C-130K. Чтобы секретное оборудование не попало к талибам, самолёт был подорван.
27 июня 2008 американский C-130 разбился при заходе на посадку в багдадском международном аэропорту.
5 августа 2008 в кабульском аэропорту разбился C-130H Объединённых Арабских Эмиратов, перевозящий гуманитарную помощь.
4 июня 2010 года при посадке на аэродром Шарана разбился трансафриканский L-100-30, экипаж не пострадал.
12 октября 2010 года в 30 км от кабульского аэропорта разбился трансафриканский L-100-20, перевозящий из Пакистана припасы для войск НАТО. Весь экипаж 8 человек погиб.
19 августа 2011 года американский C-130 над Афганистаном врезался в американский БПЛА RQ-7. В результате столкновения БПЛА разбился, «Геркулес» вернулся и был отремонтирован.
14 сентября 2012 года группа талибов уничтожила в Кэмп Бастион большое количество американских самолётов, включая один C-130 «Геркулес».
19 мая 2013 года американский C-130J-30 разбился при заходе на посадку на аэродром в провинции Логар (Афганистан).
22 июля 2014 года при посадке на аэродром в Керате разбился итальянский C-130J, экипаж не пострадал.
15 июля 2015 года в багдадском международном аэропорту загорелся при посадке американский C-130H, экипаж успел покинуть самолёт.
2 октября 2015 года американский C-130J-30 разбился при взлёте с аэродрома Джалалабад, весь американский экипаж, 11 человек погиб, также погибли 3 афганца в охранной вышке, когда в неё врезался самолёт.
Ещё в ходе этих войн 4 «Геркулеса» были повреждены в инцидентах по небоевым причинам и были отремонтированы.
Итого в Ираке и в Афганистане было потеряно не менее 8 американских, 4 британских, 2 авиакомпании Transafric Airlines, 1 итальянский и 1 ОАЭ «Геркулесов», 3 британских и 1 американский были уничтожены огнём противника. Ещё пять были повреждены, один огнём противника.
После свержения иракского правительства, США начали поставлять C-130 для новых иракских ВВС.

### Гражданская война в Ливии
3 января 2017 года истребитель МиГ-21МФ «Рассвета Ливии» нанёс повреждения самолёту C-130H «Геркулес» (б/н 118) Ливийской Национальной армии стоящему на взлётной полосе в Джафре, 1 человек был убит и 2 ранено.
29 апреля 2018 C-130H-30 ВВС Ливии разбился после взлёта с нефтяного месторождения Шарара в Ливии, погибло 3 из 4 членов экипажа.

### Гражданская война в Сирии
В августе 2017 года при возвращении после операции на территории Сирии потерпел аварию при посадке в Ираке британский C-130J-30 (с/н ZH873), экипаж выжил, самолёт разбился и восстановлению не подлежал.

### Вооружённый конфликт в Тыграе
24 июня 2021 года C-130 (б/н 1564) ВВС Эфиопии был сбит повстанцами Тыграя. На борту «Геркулеса» находились десятки военнослужащих, все они были убиты.

## Посадка и взлёт с авианосца
С-130 «Геркулес» является самым большим и тяжёлым самолётом, когда-либо осуществившим посадку и взлёт с авианосца. В октябре-ноябре 1963 года, KC-130F Корпуса морской пехоты США (топливозаправщик) произвёл 29 касаний, 21 посадку с полной остановкой без помощи аэрофинишера и 21 взлёт без помощи катапульты на борту авианосца «Форрестол». Самолёт прошёл до полной остановки всего 82 метра при нагрузке 38,5 тонны. С максимальной загрузкой «Геркулесу» понадобилось 227 метров для взлёта. Тест показал, что С-130 может перевозить 11,34 тонны груза на расстояние 4000 км и безопасно садиться на авианосец.
Для посадки на «Форрестол» на самолёте усилили шасси и поставили доработанный курсо-глиссадник, на авианосце с палубы убрали все тросы и шланги, прорисовали белые линии середины посадочных полос. Нормальная взлётная масса КС-130F составляет 70 310 кг, максимальная — 79 380 кг. При данных испытаниях самолёт садился и взлетал в диапазоне масс 38 555—54 885 кг, то есть от половины до 2/3 нормальной взлётной массы. Первая посадка производилась практически пустым самолётом (38 тонн). «Форрестол» разогнали против ветра до скорости в 28 узлов — в итоге на кормовом срезе фиксировался встречный ветер до 40 узлов (то есть около 72 км/ч). Самолёт выполнил несколько проходов конвейером, потом сел (без гака и тросов), пробежал 81—82 метра и остановился (за счёт только реверса винтов и колёсных тормозов). При этом расстояние от законцовки крыла до надстройки-острова составляло не более 3,5 м.

Всего была выполнена 21 взлёт-посадка. В целом были сделаны выводы возможности доставки груза весом не более 10 тонн. Но от идеи отказались в связи с требованиями «ювелирного пилотирования» — одно дело, когда самолёт сажали лётчики-испытатели, другое — строевые пилоты. Кроме того, существовало множество требований по самолёту (ограничений), авианосцу (например, его надо было всякий раз разгонять практически до самого полного хода) и по погоде.
Пилот Джеймс Флэтли, управлявший тестовыми посадками на палубу, был награждён Крестом лётных заслуг и впоследствии дослужился до адмирала.

## Посадка на самой высотной ВПП
20 августа 2013 года ВВС Индии, в рамках операций снабжения войск на леднике Сиачен, осуществили посадку Lockheed Martin C-130J Super Hercules на взлётно-посадочную полосу военно-воздушной базы Даулат-Бег-Ольди (DBO), находящейся на высоте 4960 м над уровнем моря.

## Противопожарное использование
В конце 1980-х годов несколько находившихся на хранении С-130 были переданы Лесной службе США в качестве летающих водяных танкеров для борьбы с лесными пожарами. Но когда один из них разбился, в 2004 году полёты на них были прекращены.

## Угоны
- 23 мая 1969 года пьяный американский сержант Пауль Авамс Мейер угнал британский военно-транспортный самолёт C-130E с британского аэродрома Минделхолл. Два британских истребителя «Супер Сейбр» и два «Лайтнинга» вылетели на перехват угнанного самолёта. Над Английским каналом «Геркулес», по неподтверждённым[уточнить] данным[125][неавторитетный источник], был догнан и сбит. Американец, угнавший самолёт, погиб[126][127][128].
- 3 марта 1987 года L-100-30 ВВС Ливии выполнявший рутинный полёт с грузом для контингента ливийских войск в Чаде был угнан в Египет на авиабазу Абу-Симбель. Экипаж состоял из четырёх человек: командир п/п-к Бешир Рахман Эль-Шишни, бортинженер л-т Мустафа Эль-Шарек аль-Джабу, Мохаммед Эль-Хинди, Ахмед Имбарак и Фати Эль-Зэйбак. Командир и бортинженер попросили политического убежища в Египте, «Геркулес» Ливии возвращён не был[48][129].

## Потери
На 22 января 2021 года было потеряно 327 самолётов военной модификации C-130 (погибло 3466 человека) и 48 машин гражданской модификации L-100 (погибло 264 человека).
Крупнейшей по числу жертв является катастрофа C-130 под Лагосом (Нигерия), произошедшая 26 сентября 1992 года. В результате неё погибли не менее 158 человек.
- 1 июля 2012 года C-130H2 (с/н 5363; р/н 93-1458), приписанный к 156-й воздушной эскадрилье ВВС США, потерпел крушение на юго-западе Южной Дакоты при выполнении миссии по тушению лесных пожаров по программе «Modular Airborne FireFighting System»[англ.]. Экипаж состоял из 6 человек, два человека — грузчики — выжили[132][133][134][135][136].
- 22 июля 2012 года C-130J-30 (с/н 5530; р/н MM62190) ВВС Италии совершил жёсткую посадку на авиабазе «Шинданд» в провинции Герат на западе Афганистана. Самолёт списан[137].
- 19 мая 2013 года C-130J-30 (с/н 5560; р/н 04-3144), приписанный к 41-й воздушной эскадрилье ВВС США, выехал за пределы взлётно-посадочной полосы на базе «Шанк»[англ.] в Афганистане. Экипаж и 3 пассажира выжили. Самолёт списан[138][139].
- 6 августа 2013 года C-130B ВВС Эфиопии совершил жёсткую посадку. Два члена экипажа выжили и были госпитализированы. Самолёт списан[140].
- 11 февраля 2014 года C-130H-30 (с/н 4919; р/н 7T-WHM) ВВС Алжира потерпел крушение в горной местности недалеко от города Аин-Керша[англ.] в вилайете Ум-эль-Буаги, примерно в 30 километрах к югу от аэропорта Константина. На борту находились 4 члена экипажа и 72 пассажира, выжил один человек[141][142][143].
- 28 марта 2014 года C-130J-30 (с/н 5640; р/н KC-3803) ВВС Индии во время тренировочного полёта потерпел крушение вблизи города Гвалиор в штате Мадхья-Прадеш. Экипаж состоял из 5 человек, все погибли[144][145][146].
- 21 сентября 2014 года C-130H (с/н 4809; р/н SU-BAT/1287) ВВС Египта потерпел крушение во время тренировочного полёта. Из 7 членов экипажа 6 погибло[147][148][149].
- 27 ноября 2014 года C-130H (с/н 4441; р/н 2470) ВВС Бразилии совершил жёсткую посадку в аэропорту имени Тениенте Марша на острове Кинг-Джордж. Самолёт при посадке зацепил выступающий камень, который сорвал шасси правого борта, спустился на взлётно-посадочную полосу, накренившись на правый борт и в дальнейшем был списан[150][151][152].
- 13 апреля 2015 года KC-130F (с/н 3627; р/н 148897), приписанный к 30-й испытательно-оценочной эскадрилье[англ.] ВМС США, неожиданно покатился вперёд и ударил по наземному силовому агрегату в Поинт Мугу[англ.]. Самолёт списан[153][154].
- 21 апреля 2015 года AC-130J (с/н 5710; р/н 09-5710), приписанный к 413-й испытательной эскадрилье ВВС США, вошёл в неконтролируемый полёт к югу от авиабазы «Эглин»[англ.]. Контроль был восстановлен и совершена безопасная посадка. Экипажа получил незначительные травмы. Послеаварийный технический анализ показал, что самолёт превысил предельную нагрузку на конструкцию, что делает его небезопасным для дальнейшей эксплуатации. По оценкам, убытки составляют 115,6 млн долларов. Самолёт списан[155][156].
- 30 июня 2015 года KC-130B (с/н 3616; р/н A-1310), приписанный к 32-й эскадрилье ВВС Индонезии, вскоре после взлёта с авиабазы «Сувондо»[англ.] упал на жилой район города Медан. На борту находились 12 человек экипажа и 110 пассажиров, все они, а также ещё не менее 17 человек, погибли[157][158][159][160][161].
- 2 октября 2015 года C-130J-30 (с/н 5648; р/н 08-3174), приписанный к 744-й экспедиционной воздушной эскадрилье ВВС США, потерпел крушение сразу после взлёта в аэропорту города Джелалабад на востоке Афганистана. Расследование показало, что причиной крушения стал забытый командиром корабля футляр от очков ночного видения, который он засунул между штурвалом и приборной доской. На борту было 11 человек, все они, а также 3 человека на месте крушения, погибли[162][163][164].
- 11 июля 2016 года C-130H (с/н 4777; р/н 16804) ВВС Португалии потерпел крушение во время взлёта с авиабазы «Монтижу»[порт.]. После падения самолёт загорелся. На борту находились семь человек, три человека погибли, ещё один получил тяжёлые ранения[165][166][167][168][169][170].
- 18 декабря 2016 года C-130HS (с/н 4785; р/н A-1334), приписанный к 32-й эскадрилье ВВС Индонезии, потерпел крушение в горах вблизи города Вамена[англ.] в провинции Папуа. На борту было 12 членов экипажа и 1 пассажир, все погибли[171][172][173][174][175].
- 10 июля 2017 года KC-130T (с/н 5303, р/н 165000) приписанный к 452-й транспортной эскадрилье[англ.] КМП США, вылетевший с авиационной станции «Черри Поинт»[англ.] в Северной Каролине, потерпел крушение на соевом поле в округе Лефлор штата Миссисипи. После падения самолёт взорвался. На борту было 16 человек, все погибли[176][177][178][179][180][181][182].
- 27 августа 2017 года C-130J-30 (с/н 5457р /н ZH873) ВВС Великобритании совершил жёсткую посадку на авиабазе «Эрбиль»[англ.] в Ираке. Самолёт списан[118][183].
- 29 апреля 2018 года C-130H-30 ВВС Ливии после взлёта с полосы на нефтяном месторождении «Эль-Шарара»[англ.] потерпел крушение и загорелся. Экипаж состоял из 4 человек, выжил один[117][184][185][186][187].
- 2 мая 2018 года WC-130H (с/н 4110; р/н 65-0968), приписанный к 156-й воздушной эскадрилье Национальной гвардии Пуэрто-Рико, вскоре после взлёта из международного аэропорта «Саванна / Хилтон-Хед»[англ.] потерпел крушение. На борту было 9 человек, все погибли[188][189][190][191][192].
- 3 июня 2018 года C-130H (с/н 4911; р/н 7T-WHT) ВВС Алжира после десантирования парашютистов совершил жёсткую посадку в аэропорту города Бискра. Самолёт разломился на три части, один из членов экипажа погиб после госпитализации[193][194][195][196].
- 30 сентября 2018 года C-130J, приписанный к 744-й экспедиционной воздушной эскадрилье ВВС США, потерпел крушение на аэродроме Джелалабада в восточной части Афганистана. Погибли 6 членов экипажа и 5 сотрудников миссии НАТО в Афганистане[197][198].
- 9 ноября 2018 года C-130E (с/н 4180; р/н 65-12904), приписанный к 6-й эскадрилье ВВС Пакистана совершил аварийную посадку на авиабазе «Нур Хан»[англ.]. При посадке лопнула шина, самолёт выехал за пределы посадочной полосы, врезался в стену, загорелся, был сильно повреждён и ремонту не подлежит[199].
- 6 декабря 2018 года KC-130J (с/н 5617; р/н 167981), приписанный к 152-й транспортной эскадрилье[англ.] КМП США, потерпел крушение в 100 километрах к югу от мыса Мурото острова Сикоку в результате столкновения с истребителем-бомбардировщиком F/A-18 Hornet над Тихим океаном. Самолёты вылетели с авиационной станции «Ивакуни»[англ.] в префектуре Ямагути и выполняли тренировку по дозаправке в воздухе. На борту воздушных судов находилось 7 военнослужащих, одного удалось спасти[200][201][202][203][204][205][206][207][208][209][210].
- 30 января 2019 года KC‑130H (с/н 4660; р/н 4X-FBY/522), приписанный к 131-й эскадрилье[ивр.] ВВС Израиля, потерпел аварию во время технического обслуживания на авиабазе «Неватим». После запуска двигателей самолёт пришёл в движение, через 100 метров разбега съехал в траншею. Причинён ущерб корпусу и левому крылу самолёта, после подтверждения сдвига центроплана, планируется списание самолёта, стоимость которого около 27,6 млн долларов. Два техника получили лёгкие травмы и были госпитализированы[211][212][213][214][215][216][217][218][219][220].
- 9 декабря 2019 года С-130 (с/н 4776; р/н 990) ВВС Чили потерпел крушение на пути в Антарктиду. На борту самолёта находились 17 членов экипажа и 21 пассажир. В понедельник 9 декабря 2019 года в 16:55 самолёт вылетел из Пунта-Аренаса на антарктическую базу имени президента Эдуардо Фрея Монталвы. В 18:13 судно перестало выходить на связь. По данным ВВС, находящийся на борту персонал должен был провести осмотр трубопровода, поставляющего топливо на базу. Спустя семь часов после потери радиоконтакта борт считается потерпевшим крушение[221][222].
- 9 января 2020 года C-130BZ (с/н 3750; р/н 403), приписанный к 28-й эскадрилье ВВС ЮАР, совершил аварийную посадку в аэропорту Гома на востоке ДРК[223][224].
- 23 января 2020 года в 13:16 C-130 (с/н 4904; р/н N134CG) потерпел катастрофу при тушении пожаров в штате Новый Южный Уэльс Австралии. Все трое членов экипажа погибли[225][226].
- 8 июня 2020 года в 22:10 C-130H3 (с/н 5398; р/н 94-6706) ВВС США после приземления на авиабазе «Кэмп-Таджи[англ.]» в Ираке выкатился за пределы полосы и врезался в стену, что привело к повреждению борта и возгоранию. Четыре пассажира пострадали[227][228][229].
- 4 июля 2021 года в 11:30 C-130H (с/н 5125; р/н 87-9284) ВВС Филиппин упал близ города Патикул[англ.] на острове Холо в провинции Сулу на юго-западе Филиппин. Из 85 человек, находившихся на борту, удалось спасти 40[230][231][232][233][234].

## Тактико-технические характеристики
Приведённые данные соответствуют модификации C-130J.
Источник данных: Jane's 

Технические характеристики
- Экипаж: 2 пилота
- Пассажировместимость: 72 солдата или 64 парашютиста или 74 раненых на носилках с двумя сопровождающими
- Грузоподъёмность: 18 955 кг (при +2,5 g)
- Длина: 29,79 м
- Размах крыла: 40,41 м
- Высота: 11,84 м
- Площадь крыла: 162,12 м²
- Коэффициент удлинения крыла: 10,1
- Колея шасси: 4,34 м
- Профиль крыла: NACA 64A318 корень крыла, NACA 64A412 законцовки
- Масса пустого: 34 274 кг
- Масса снаряжённого: 53 230 кг (при +2,5 g)
- Нормальная взлётная масса: 70 305 кг (при типовой нагрузке)
- Максимальная взлётная масса: 79 380 кг
- Масса топлива во внутренних баках: 20 819 кг (+8506 кг в ПТБ)
- Объём топливных баков: 25 552 л (+2×5220 л ПТБ)
- Силовая установка: 4 × ТВД Rolls-Royce AE 2100D3
- Мощность двигателей: 4 × 4591 л. с. (4 × 3424 кВт)
- Воздушный винт: шестилопастной Dowty Aerospace R391
- Диаметр винта: 4,11 м

Габариты грузовой кабины
- Длина: 12,19 м
- Ширина: 3,12 м
- Высота: 2,74 м
- Полезный объём: 128,9 м³

Лётные характеристики
- Максимально допустимая скорость: 700 км/ч на 3050 м
- Максимальная скорость: 645 км/ч
- Крейсерская скорость: 628 км/ч
- Скорость сваливания: 185 км/ч
- Практическая дальность: 5250 км (с грузом массой 18 144 кг)
- Практический потолок: 9315 м (при полётной массе 66 680 кг)
- Скороподъёмность: 10,7 м/с
- Время набора высоты: 6100 м за 14 мин.
- Нагрузка на крыло: 433,7 кг/м² (при нормальной взлётной массе)
- Тяговооружённость: 194,6 Вт/кг (при нормальной взлётной массе)
- Длина разбега: 1433 м (до высоты 15 м)
- Длина пробега: 777 м (с высоты 15 м при посадочной массе 58 967 кг)

## Сравнение с аналогами
|                                         | Ан-70                            | Airbus A400M             | C-130J-30                    | Shaanxi Y-9                     |
| --------------------------------------- | -------------------------------- | ------------------------ | ---------------------------- | ------------------------------- |
| Внешний вид                             |                                  |                          |                              |                                 |
| Первый полёт, год                       | 1994                             | 2009                     | 1996                         | 2011                            |
| Принят на вооружение, год               | 2015                             | 2013                     | 1999                         | 2012                            |
| Разработчик                             | АНТК «Антонов»                   | Airbus Military          | Lockheed Martin              | Shaanxi Aircraft АНТК «Антонов» |
| Производитель                           | Серийный завод «Антонов»         | Airbus Military          | Lockheed Martin              | Shaanxi Aircraft                |
| Размах крыла, м                         | 44,06                            | 42,40                    | 39,7                         | 38,015                          |
| Длина, м                                | 40,73                            | 45,10                    | 34,69                        | 33,109                          |
| Площадь крыла, м²                       | 204,0                            | 221,50                   | 162,1                        | 121.7                           |
| Вес пустого, т                          | 73,0                             | 76,5                     | 34,3                         | 39,0                            |
| Грузоподъёмность, т                     | 47,0                             | 37,0                     | 21,8                         | 25,0                            |
| Габариты грузовой кабины (д × ш × в), м | 22,4 × 4,8 × 4,1                 | 17,7 × 4,0 × 3,8         | 12,2 × 3,1 × 2,7             | 13,5 × 3,5 × 2,6                |
| Внутреннее топливо, т                   | 38,0                             | 50,5                     | 20,5                         | н/д                             |
| Макс. взлётный вес, т                   | 135,0                            | 141,0                    | 74,4                         | 77,0                            |
| Макс. скорость, км/ч                    | 780                              | 780                      | 670                          | 650                             |
| Крейсерская скорость, км/ч              | 700—750                          | 780                      | 640                          | 550—600                         |
| Макс. потолок, м                        | 12 000                           | 11 300                   | 12 300                       | 10 500                          |
| Практическая дальность, км              | 6600 (с грузом 20 т)             | 6400 (с грузом 20 т)     | 3150 (с грузом 16 т)         | 5700                            |
| Перегоночная дальность, км              | 8000                             | 8700                     | 5250                         | 7800                            |
| Двигатели                               | 4 × ТВВД «Ивченко-Прогресс» Д-27 | 4 × ТВД Europrop TP400   | 4 × ТВД Rolls-Royce AE2100D3 | 4 × ТВД Wojiang WJ-6C           |
| Мощность, л. с.                         | 4 × 13 880                       | 4 × 11 000               | 4 × 4700                     | 4 × 4250                        |
| Стоимость                               | 67,0 млн USD (2012 год)          | 145,0 млн EUR (2012 год) | 65 млн USD (2008 год)        | —                               |

C-130 Hercules и Shaanxi Y-9 (глубокая модернизация Ан-12) по грузоподъёмности и габаритам грузовой кабины, а также по основным ТТХ, аналогичны самолётам класса Ан-12, Ан-178, Ил-214, Transall C-160 и Embraer KC-390.